# Villa Rexeis
Villa Rexeis (čp. 741) je honosná reprezentativní vila na Prunéřovském předměstí v Kadani. Stojí na rohu ulic Poštovní (dříve Gabelsbergerova) a Na Podlesí. Dokončena byla roku 1911. Autorem projektu je kadaňský stavitel Johann Petzet, který jej vypracoval pro českého železničáře a strojvůdce c. k. Rakouských státních drah Karla Rexeise.

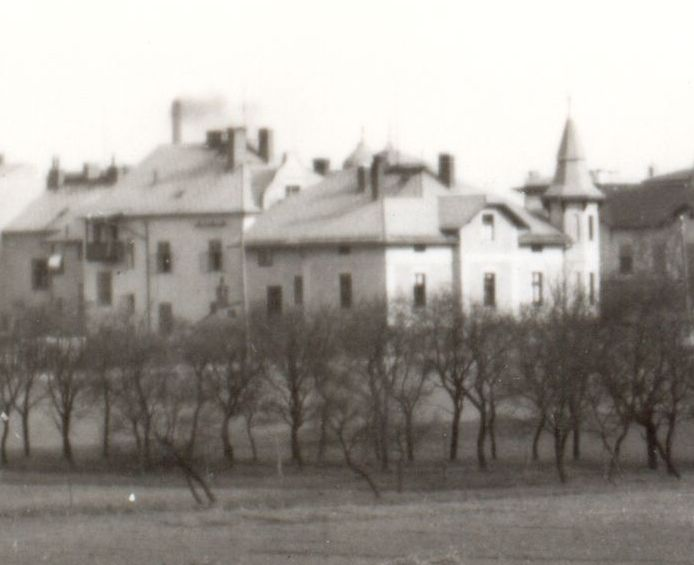
Villa Rexeis na historické fotografii

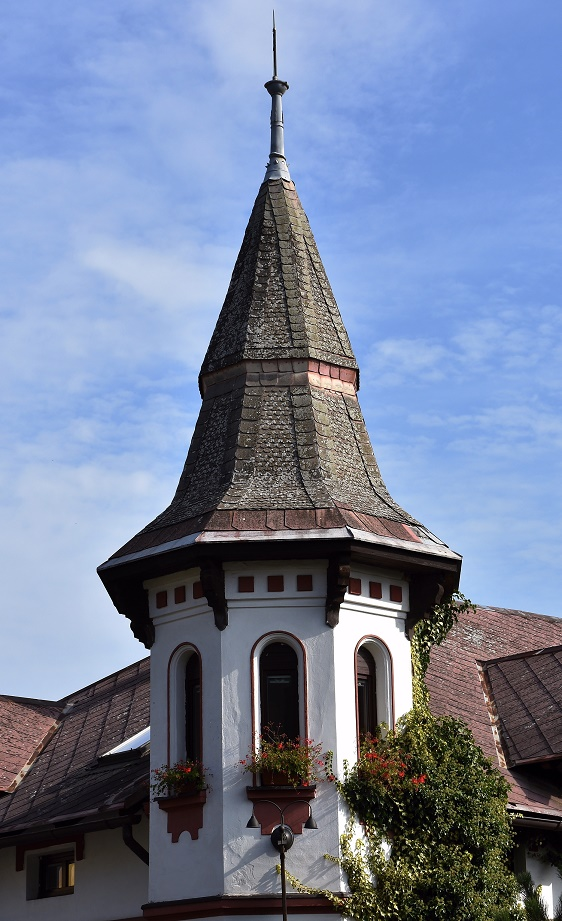
polygonální věž vily Rexeis

## Historie

### Výstavba
Villa Rexeis je zbudována podle projektu kadaňského stavitele Johanna Petzeta. Stavebníkem a prvním majitelem vily byl Karel Rexeis. Villa Rexeis je velká reprezentativní rodinná rezidence, která se svými parametry podobá malému zámečku. Výrazným detailem, který tento dojem umocňuje, je polygonální věž s vysokou špičatou střechou v rohu vily.

### Majitelé
Stavebníkem vily čp. 741 byl plzeňský rodák Karel Rexeis, český železničář a strojvůdce c. k. Rakouských státních drah. Roku 1905 si Karel vzal za manželku Marii, rozenou Barth, kadaňskou Němku. Svatba se konala v římskokatolickém děkanském kostele Povýšení sv. Kříže v Kadani, novomanželé však zpočátku pobývali v Plzni. Tam se jim roku 1907 narodil syn Johann, který ale o rok později zemřel. V roce 1910 se manželé Rexeisovi přestěhovali do Kadaně a krátce žili v domě čp. 541 v ulici Kapitána Jaroše (dříve Nádražní třída). Karel Rexeis však již tehdy plánoval výstavbu reprezentativní rodinné rezidence. Již roku 1911 tak došlo k výstavbě Villy Rexeis podle projektu kadaňského stavitele Johanna Petzeta. Rok nato se manželům Rexeisovým narodila dcera Rosa Emilie.
Poté, co se Karel Rexeis s rodinou přestěhoval do Kadaně, se brzy stal důležitou osobností kadaňské české menšiny. Po rozpadu Rakouska-Uherska na konci první světové války roku 1918 například odmítl, jako jediný z kadaňských železničářů, složit slib věrnosti samozvané vládě tzv. Německých Čech (Deutschböhmen), pročež byl neprodleně suspendován. Po vzniku samostatné Československé republiky patřil k nejiniciativnějším osobnostem české minority v Kadani. Kadaňští Češi měli tehdy své centrum v hostinci U Zlatého jelena (čp. 109) ve Sládkově ulici (dříve Sladká) poblíž Kadaňského hradu. Když byl v září roku 1919 v Kadani založen odbor Národní jednoty severočeské, stal se Karel Rexeis jeho pokladníkem. Spolek v Kadani podporoval především zdejší českou školu a knihovnu. Dále zaopatřoval většinu českého kulturního dění.
V roce 1920 byla v hostinci U Zlatého jelena založena pobočka Jednoty zaměstnanců čs. drah. Karel Rexeis se stal jejím prvním předsedou, a tuto funkci pak vykonával do roku 1921. Tehdy byl již jmenován vrchním oficiálem Čs. státních drah (ČSD) a byl vážený nejen mezi kadaňskými Čechy, ale i mezi Němci. Na přelomu 20. a 30. let byl jednou z hlavních osobností spolku Český dům. Když nedlouho poté odešel do penze, stále hrdě užíval svého železničářského titulu vrchní oficiál ve výslužbě. S narůstající nevraživostí mezi Čechy a Němci v průběhu 30. let se Karel Rexeis nenechal vyvést z míry a s úřady korespondoval zásadně v českém jazyce, přičemž vždy akcentoval, že jeho rodina je českoněmecká. Situace vyeskalovala po připojení severozápadních Čech k nacionálně-socialistickému Německu zřízením tzv. Sudetské župy. Dcera Emilia odešla koncem roku 1939 do Prahy, manželé Rexeisovi však zůstali v Kadani. Zde se také dočkali konce druhé světové války.
Po válce se s manželi Rexeisovými paradoxně jednalo jako s Němci, a tudíž se s nimi počítalo jako se zrádci a kolaboranty. Na základě tzv. Benešových dekretů jim hrozila konfiskace jejich vily. Karel Rexeis se však jako český vlastenec a houževnatý muž pustil do boje s úřady. Nepolevil, ani když mu v únoru roku 1946 zemřela manželka Marie a boj za očištění svého jména vedl dál. V září téhož roku se konečně dočkal, když Rada Městského národního výboru v Kadani rozhodla o vyjmutí vily Rexeis z konfiskace a v prosinci byl Karlu Rexeisovi vydán doklad o státní a národní spolehlivosti. Další osudy Karla Rexeise nám již nejsou známy. Pravděpodobně dožil zbytek svého života v Kadani.
V současnosti se ve vile nachází oblíbený výčep Švejk restaurant U věžičky.